# Malczkówko
Malczkówko (kaszb.Nowé Môlczëce, niem. Neu Malzkow) – wieś w Polsce położona w województwie pomorskim, w powiecie słupskim, w gminie Potęgowo przy drodze wojewódzkiej nr 211. Wieś jest częścią składową sołectwa Malczkowo. Leży nad Karznicką Strugą.
W latach 1975–1998 miejscowość administracyjnie należała do województwa słupskiego.